# Relipo oenpellensis
Relipo oenpellensis är en insektsart som beskrevs av Evans 1977. Relipo oenpellensis ingår i släktet Relipo och familjen dvärgstritar. Inga underarter finns listade i Catalogue of Life.